# Stanislas d'Escayrac de Lauture
Pour les articles homonymes, voir Escayrac.
Pierre Henri Stanislas d'Escayrac de Lauture, comte puis marquis d'Escayrac, né le 19 mars 1826 à Paris, mort le 18 décembre 1868 à Fontainebleau, est un explorateur français, géographe, diplomate et linguiste.
Voyageur et explorateur français, il entreprit de nombreux voyages en Afrique et en Orient, dont il a tiré plusieurs ouvrages.

## Biographie
Il est né d'une vieille famille noble du Quercy éteinte en 1913 et dont le nom a été relevé en 1887 par Henri Martin de Boulancy, fils unique de Madame Martin de Boulancy née d'Escayrac. Fils du marquis Léonce d'Escayrac-Lauture, Pair de France et d'Adèle Portal, fille du baron Pierre-Barthélémy Portal d'Albarèdes, ministre de la Marine sous Louis XVIII.
Il entre tout jeune au collège des Oratoriens de Juilly. Il apprend l'arabe (1844) et en 1845, séjourne à La Réunion, aux Comores, à Madagascar et à Zanzibar avant de partir en mission au Maroc en 1850. Employé par le ministère des Affaires étrangères, décidé à découvrir les sources du Nil, il rejoint la Palestine en 1851 puis la Syrie et l’Égypte et visite la Nubie, le Sennar et le Kordofan.
En 1856 il est appelé par le pacha Mohamed Saïd, vice roi d'Égypte à conduire une expédition internationale chargée de rechercher les sources du Nil mais celle-ci est annulée.
Napoléon III lui remet la croix d'officier de la Légion d'honneur pour ses recherches scientifiques à l'étranger. Après s'être lié d'amitié avec Ferdinand de Lesseps, qu'il rencontre au Caire, lors de ses voyages, il devient un fervent partisan du canal de Suez. Il revient en France en 1858, où il épouse, en mai, Marie Rayer, fille du docteur Pierre Rayer, médecin ordinaire de Napoléon III. Cette dernière sera une des maîtresses de Napoléon III.

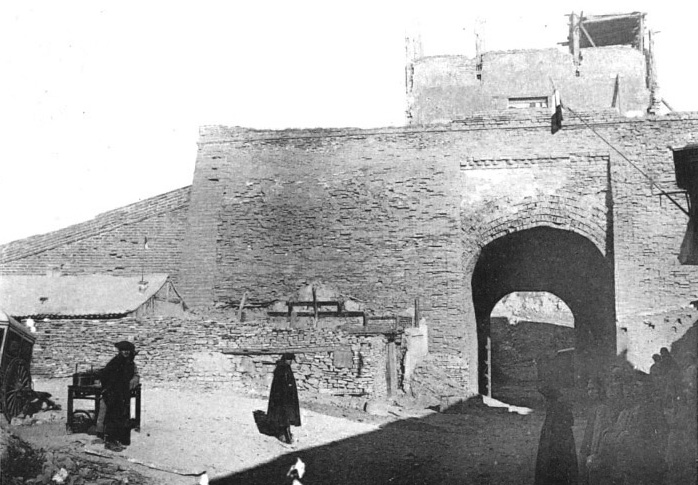
Porte de Tong-Tcheou, près de Pékin

L'année suivante, pour protéger leurs relations commerciales avec l'Extrême-Orient, la France et l'Angleterre s'allient et dépêchent leurs troupes contre l'empereur chinois. D'Escayrac est membre du Corps expéditionnaire français en Chine comme chef d'expédition scientifique et prend part ainsi à la marche sur Pékin. Il consigne alors de nombreuses observations sur le pays mais, lorsque les soldats saccagent le palais d'Été, il tombe dans un guet-apens et est capturé par les habitants à Toung-Tchéou. Séquestré et torturé, il devient l'otage des Mandarins et ainsi un enjeu lors des négociations entre l'état-major franco-anglais et le gouvernement impérial.
La gangrène le prive de ses mains et il revient en France, mutilé, en 1861. Il parvient néanmoins à dicter ses Mémoires sur la Chine  à son frère.
Il meurt le 18 décembre 1868 à Fontainebleau.
Il avait pris pour devise dans ses ouvrages : « Aperire terram gentibus , traduit par Ouvrir la Terre aux nations ».
Il est enterré, avec ses parents, dans la chapelle funéraire familiale du cimetière Saint-Louis de Versailles.

## Travaux
Membre de la Société de géographie et sociétaire du Journal asiatique, on lui doit de nombreux ouvrages, articles, études sur l'Afrique, l'Asie et le Moyen-Orient :

### 1849-1860: recherches consacrées principalement à l'Afrique
- « Exploration du pays des Dattes », extrait d’une lettre de M. d’Escayrac de Lauture à M. Flourens », in Nouvelles annales des voyages et des sciences géographiques, 1849, 5e série, t. XIX, p. 227-229. En ligne.
- « Extrait d'un mémoire sur le commerce du Soudan oriental », in Bulletin de la Société de géographie, juillet-décembre 1850, 3e série, t. XIV, p. 391-411. En ligne.
- « Notice sur le Kordofan (Nubie supérieure) », in Bulletin de la Société de géographie, avril 1851, 4e série, t. I, p. 357-373. En ligne.
- « Lettre de M. d'Escayrac de Lauture à M. de la Roquette [sur l'expédition anglaise de James Richardson dans l'Afrique centrale] », in Bulletin de la Société de géographie, juillet-décembre 1851, 4e série t. II, p. 186-241. En ligne.
- Le Désert et le Soudan, Paris : Dumaine, 1853, XVI-631 p., pl. et cartes. (extraits publiés dans les Nouvelles annales des voyages, 1854, 5e série, t. XXXVIII, p. 77-105 En ligne)
- « Routes africaines, moyens de transport, caravanes, mémoire extrait d'un ouvrage inédit sur le Désert et le Soudan par M. le comte d'Escayrac de Lauture, membre de la Société de géographie; lu à la séance générale du 22 avril », in Bulletin de la Société de géographie, 4e série, janvier-juin 1853, t. V, p. 204-240. En ligne., rééd Paris : impr. de L. Martinet, 1853, 36 p. ; repris dans l’article « Routes africaines, moyens de transport et caravanes », in Journal des économistes, avril-juin 1854, p. 429-440. En ligne.
- « Départ de M. d'Escayrac pour l’Égypte et composition de la mission scientifique à la recherche des sources du Nil », in Nouvelles Annales des voyages, 1854, t. 3, p. 377.
- « Lettre de M. le comte d'Escayrac à M. le président de la Commission centrale, sur la latitude de Tombouctou », in Bulletin de la Société de géographie, juillet-décembre 1854, 4e série, t. VIII, p. 32-35. En ligne.
- « Extrait d'une lettre adressée du Caire à M. Jomard par le comte d'Escayrac de Lauture, membre de la Société », in Bulletin de la Société de géographie, juillet-décembre 1854, 4e série, t. VIII, p. 101-104. En ligne.
- « Mémoire sur le ragle ou hallucination du désert, adressé à l'Académie des sciences », in Bulletin de la Société de géographie, janvier-juin 1855, 4e série, t. IX, p. 121-139. En ligne. ; Paris : J. Dumaine, 1855, 30 p.
- « De l'influence que le canal des deux mers exercera sur le commerce en général et sur celui de la mer Rouge en particulier », in Bulletin de la Société de géographie, mai 1855, 4e série, t. IX, p. 274-298. En ligne.
- « Extrait de deux lettres de M. le comte d'Escayrac à M. Jomard, », in Bulletin de la Société de géographie, janvier-juin 1855, 4e série, t. IX, p. 217-218, 313-314. En ligne.
- « Mémoire sur le Soudan, géographie naturelle et politique, histoire et ethnographie, mœurs et institutions de l'Empire des Fellatas, du Bornou, du Baguermi, du Waday, du Dar-Four, rédigé, d'après des renseignements entièrement nouveaux et accompagné d'une esquisse du Soudan oriental », in Bulletin de la Société de géographie, 1855, 4e série, t. X, p. 89-239-t. XI, p. 24-153. En ligne t. X et t. XI, et Paris : Bertrand, 1855-1856, 184 p. cartes.
- « Extrait de deux lettres adressées, l'une à M. Jomard, l'autre à M. Alfred Maury, sur les langues et l'histoire de diverses régions de l'Afrique orientale, par M. le comte d'Escayrac de Lauture », in Bulletin de la Société de géographie, 4e série, t. X, p. 55-74. En ligne.
- « Tactique, art de la guerre dans le Soudan. Extrait d'un mémoire sur l'état social de l'Afrique intérieure », in Nouvelles annales des voyages, de la géographie et de l'histoire et de l’archéologie, 1856, 6e série, t. V, p. 367-375. En ligne.
- « Mémoire sur l'état social de l'Afrique intérieure », in Bulletin de l'Académùie des Sciences morales et politiques, Paris, 1856, t. XXXVI, 50 p.
- « Extrait d'une lettre de M. le comte d'Escayrac » in Bulletin de la Société de géographie, juillet-décembre 1856, 4e série, t. XII, p. 400. En ligne.
- « Expédition à la recherche des sources du Nil (1839-1840). Journal de M. Thibaut [dit Ibrahim Effendi], publié par les soins de M. le Cte d'Escayrac de Lauture [et V.-A. Malte-Brun] », in, Nouvelles annales des voyages, de la géographie et de l'histoire et de l’archéologie, 1856, 6e série, t. V En ligne.
- Prochain voyage à la recherche des sources du Nil blanc sous le commissariat de M onsieur d'Escayrac de Lauture. Questions et instructions de l'Académie des Sciences, Paris, 1856
- « M. d'Escayrac Lauture remercie l'Académie pour les Instructions rédigées à l'occasion de son exploration projetée du Soudan » et « Sur les causes qui ont fait échouer l'expédition; Lettre de M. d'Escayrac Lauture », in Comptes-rendus de l’Académie des Sciences, 1857, p. 398, 1031. En ligne et « Lettre adressée par M. le comte d'Escayrac de Lauture à l'Académie des sciences, et insérée par extrait dans le procès-verbal de la séance du lundi 25 mai 1857 » in Nouvelles annales des voyages, de la géographie et de l'histoire et de l’archéologie, 1857, 6e série, t. X, p. 333. : En ligne.
- « Lettre adressée par M. le comte d'Escayrac de Lauture au rédacteur de la Presse, en réponse à un article de ce journal inséré dans les numéros des 18 et 19 juin dernier », in Nouvelles annales des voyages, de la géographie et de l'histoire et de l’archéologie, 1857, 6e série, t. XI, p. 200 En ligne.
- Voyage dans le grand Désert et au Soudan, Paris, Pouget-Coulon, 1858, XXIV-207 p.
- De la Turquie et des états musulmans en général, Paris : Amyot, 1858, VIII-184 p.
- « Notice sur le Darfour et sur le voyage de M. le docteur Cuny dans cette contrée », in Bulletin de la Société de géographie, avril 1859, 4e série, t. XVII, p. 281-321. En ligne.

### 1860-1868: recherches consacrées principalement à la Chine
- « Arithmétique des Chinois. Usage de l'Abacus ou Souwan-pan, par M. d'Escayrac de Lauture : extrait d'une lettre adressée de Chang-Haï, à M. Chasles », in Comptes Rendus des Séances de l'Académie des Sciences, juillet-décembre 1860, no 51, p. 88-92. En ligne.
- « Considérations sur le passé et l'avenir de la Chine. Examen de la rébellion actuelle », in Bulletin de l'Académie des sciences morales et politiques, Paris, 1862, 32 p.
- De la transmission télégraphique et de la transcription littérale des caractères chinois, Paris : impr. de J. Best, 1862, 16 p. [éditions en français et en anglais : on the telegraphic transmission of the Chinese characters].
- Grammaire du télégraphe, histoire et lois du langage, hypothèse d'une langue analytique et méthodique, grammaire analytique universelle des signaux, 1862.
- Short explanation of the sketch of the analytic universal nautical code of signals, London : John Camden Hotten, Piccadilly, 1863.
- « Notice sur les déplacements des deux principaux fleuves de la Chine, lue à la Société de géographie, le 2 mai 1862 », in Bulletin de la Société de géographie, mai 1862, p. 274-286, carte. En ligne.
- « Récit de la captivité de M. le comte d'Escayrac de Lauture par les Chinois, fait par lui-même », in Nouvelles annales des voyages, de la géographie et de l'histoire et de l’archéologie, 1864, 6e série, t. XXXVIII, p. 145-179. En ligne.
- Mémoires sur la Chine, Paris : Librairie du Magasin pittoresque, 1864-1865, 6 parties : t. 1, Introduction, paru en février 1864 ; t. 2, Histoire, juin 1864 ; t. 3, Religion, août 1864 ; t. 4, Gouvernement, octobre 1864 ;  t. 5, Coutumes, novembre 1864 ; t. 6, Language, mars 1865 (lire les 6 tomes en ligne sur Gallica).
- Die afrikanische Wüste und das Land der Schwarzen am obern Nil, nach dem Französischen des Grafen d'Escayrac de Lauture [deutsch bearbeitet, von Karl Andree], Neue Ausgabe, 1867.
- La Guerre, l'organisation de l'armée et l'équité, Paris : A. Le Chevalier, 1867, 155 p.
- La Chine et les Chinois, Paris : A. Delahays, 1877 (édition posthume).

### Édition de textes
- Georges Thibaut, dit Ibrahim-Effendi (publ. par Stanislas d'Escayrac de Lauture), « Voyage de M. Thibaut au fleuve Blanc : journal inédit d’un voyage fait au fleuve Blanc du 16 novembre 1839 au 26 mars 1840 », Nouvelles annales des voyages, Paris, vol. 1,‎ 1856, p. 5-53, article no 1 (lire en ligne). — Voir la notice suivante.
- Georges Thibaut, dit Ibrahim-Effendi (publ. par Stanislas d'Escayrac de Lauture), « Voyage de M. Thibaut au fleuve Blanc : journal inédit d’un voyage fait au fleuve Blanc du 16 novembre 1839 au 26 mars 1840 », Nouvelles annales des voyages, Paris, vol. 1,‎ 1856, p. 141-191, article no 2 (lire en ligne). — Tiré à part la même année sous le titre : Expédition à la recherche des sources du Nil (1839-1840) : journal de M. Thibaut.